# 吡啶-4-乙腈
吡啶-4-乙腈是一种有机化合物，化学式为C7H6N2。它存在市售品，实验室可直接购得使用。它也可以4-氯吡啶盐酸盐和氰乙酸乙酯为原料反应制得。

## 反应
它和碘甲烷反应，可以得到N-甲基-4-氰甲基吡啶鎓碘化物。